# لادیسلاو هویر
لادیسلاو هُیر (انگلیسی: Ladislav Hojer; ۱۵ مارس ۱۹۵۸ – ۷ اوت ۱۹۸۶) متجاوز سادیستی اهل کشور چکسلواکی، قاتل زنجیره‌ای و آدم‌خوار بود که بین سال‌های ۱۹۷۸ تا ۱۹۸۱ پنج زن را در چکسلواکی به قتل رساند.